# Ganges
Ganges je jedna od najvećih rijeka Indijskog potkontinenta.
Rijeka je duga 2,510 km (1,560 mi), izvire u zapadnom dijelu Himalaja u indijskoj saveznoj državi Uttarakhand, teče sjevernim dijelom Indija, prelazi u Bangladeš, te se ulijeva u Bengalski zaljev kao delta u području Sundarbans. 
U hinduizmu, Ganges se smatra svetom rijekom.

## Zemljopisne karakteristike
Ganges se oblikuje spajanjem pet vodotoka na južnim obroncima Himalaje; Bhagirathi, Alaknanda, Mandakini, Dhauliganga i Pindar, u indijskoj državi Utarančal. Dva najveća su Alaknanda i Bhagirathi, Alaknanda izvire 50 km sjeverno od himalajskog vrha Nanda Devi, a Bhagirathi iz izvora na 3000 m nadmorske visine, ispod glečera Gangotri kojeg Hindusi drže svetim. Za izvor Gangesa se uzima mjesto Gaumukh koje leži 21 km jugoistočno od Gangotrija, gdje se spajaju Alaknanda i Bhagirathi, tek od se rijeka zove Ganga. 
Ganges od obronaka Himalaje teče gotovo pravolinijski u smjeru jugoistoka prema Bengalskom zaljevu. Porječje Gangesa pokriva četvrtinu Indije, dijela koji je najgušće naseljen u kom živi stotine milijuna ljudi. U njemu su cvale i umirale povijesne civilizacije kao što je Maurijsko Carstvo (322. pr. Kr.) sve do Mogulskog carstva iz 16. stoljeća.
Ganges protiče kroz indijsku državu Uttar Pradesh gdje prima svoju najveću desnu pritoku Jamuna kod Alahabada, tu prima i tri velike lijeve pritoke; Ramgangu, Gomti i Ghagharu.
Nakon tog rijeka teče kroz državu Bihar gdje prima pritoke s Himalaje; Gandaki, Burhi Gandak,  Ghugri i Koshi i najvažniju južnu pritoku Son. Nakon tog rijeka teče kroz posljednju indijsku državu Zapadni Bengal, gdje prima zadnju indijsku pritoku Mahanandu.
U svom donjem dijelu, rijeka teče kroz Bangladeš, tu se spaja s Brahmaputrom i zavija na jug. Zajednička rijeka se otad zove Padma, koja kod glavnog grada Bangladeša Dhake prima veliku pritoku Meghnu (odatle se rijeka i zove Meghna) i počinje formirati najveću deltu na svijetu - Deltu Gangesa, s kojom utječe u Indijski ocean u Bengalskom zaljevu.
Dio delte uz more, s najvećom šumom mangrove na svijetu znanom kao Sundarbans i Indija i Bangladeš proglasili su Nacionalnim parkom, koji je UNESCO uvrstio u Listu mjesta svjetske baštine, i to 1987. indijski dio, a 1997. i dio koji pripada Bangladešu.

## Povezane stranice
- Popis najdužih rijeka na svijetu

## Vanjske poveznice
- Ganges River na portalu Encyclopædia Britannica (engl.)